# Sadhana
Sadhana ou Abhyasa é um termo sânscrito (em devanagari: साधनम्) e significa prática espiritual, é a prática diária do Yoga ou do tantra, para levar o praticante à meta do Yoga, (moksha).  
Existem muitos tipos de sadhana, respeitando as tradições hindu ou budistas, seus praticantes são classificados como Sadhu ou Sadhaka.  
O objetivo do sadhana, pode ser libertação do Samsara ou uma meta estipulada pelo yogi.
Os tipos de sadhana podem ser vários. O asthanga sádhana de Patanjali, o sapta-sadhana de Gheranda, o shad-anga-sádhana, o yoga-krytya. Cada yogi estipula para si um tipo de sadhana diferente. Uns com mais outros com menos angas, mas todos com a meta do Yoga, moksha.
O sadhana definido pelo Yoga Sutra de Patanjali envolve yama, niyama, asana, pranayama, pratyahara, dharana, dhyana e samadhi. Outras formas de sadhana são kirtan, bhajan, puja, kriya, mauna, etc. 
O acompanhamento de um guru (professor) que oriente o aluno em direção ao conhecimento espiritual é necessário para que ele atinja seu objetivo. 
Em geral, os sadhanas vêm prescritos nos Vedas, e em textos clássicos como Hatha Yoga Pradipika, Gheranda Samhita, Shiva Samhita, entre outros.